# Alexander Martin
Pour les articles homonymes, voir Martin.
Alexander Martin, né en 1740 dans le comté de Hunterdon (New Jersey) et mort le 2 novembre 1807 dans le comté de Stokes (Caroline du Nord), est un homme politique américain. Il est le 4e et 7e gouverneur de la Caroline du Nord de 1782 à 1784, puis à nouveau de 1789 à 1792. Il est aussi sénateur au Congrès des États-Unis pour la Caroline du Nord de 1793 à 1799.